# Aberto de Tênis de Santa Catarina 2022
L'Aberto de Tênis de Santa Catarina 2022 è stato un torneo maschile di tennis professionistico. È stata l'8ª edizione del torneo, facente parte della categoria Challenger 50 nell'ambito dell'ATP Challenger Tour 2022, con un montepremi di 37 520 $. Si è svolto dal 10 al 16 gennaio 2022 sui campi in terra rossa del Tabajara Tênis Club di Blumenau, in Brasile..
Le prime edizioni del torneo si erano tenute dal 2006 al 2012, l'evento è stato ripristinato con questa edizione e inserito nel circuito Dove Men+Care Legión Sudamericana, una serie di tornei che si svolgono in diversi paesi del continente creata dall'ex tennista Horacio de la Peña per garantire maggiori opportunità ai tennisti sudamericani.

## Partecipanti

### Teste di serie
| Nazionalità | Giocatore               | Ranking* | Testa di serie |
| ----------- | ----------------------- | -------- | -------------- |
| Spagna      | Fernando Verdasco       | 154      | 1              |
| Brasile     | Orlando Luz             | 295      | 2              |
| Argentina   | Genaro Alberto Olivieri | 313      | 3              |
| Cile        | Gonzalo Lama            | 322      | 4              |
| Brasile     | Igor Marcondes          | 324      | 5              |
| Argentina   | Hernán Casanova         | 325      | 6              |
| Spagna      | Carlos Gimeno Valero    | 329      | 7              |
| Argentina   | Facundo Díaz Acosta     | 338      | 8              |

* Ranking al 3 gennaio 2022.

### Altri partecipanti
I seguenti giocatori hanno ricevuto una wild card per il tabellone principale:
- Pedro Boscardin Dias
- Matheus Amorim de Lima
- João Victor Couto Loureiro

I seguenti giocatori sono entrati in tabellone come alternate:
- Mateus Alves
- Strong Kirchheimer
- João Lucas Reis da Silva

I seguenti giocatori sono passati dalle qualificazioni:
- Román Andrés Burruchaga
- Ignacio Carou
- Quentin Folliot
- Tomás Lipovšek Puches
- José Pereira
- Eduardo Ribeiro

## Campioni

### Singolare
- Igor Marcondes ha sconfitto in finale  Juan Bautista Torres con il punteggio di 3–6, 7–5, 6–1.

### Doppio
- Boris Arias /  Federico Zeballos hanno sconfitto in finale  Diego Hidalgo /  Cristian Rodríguez con il punteggio di 7–6(3), 6–1.